# Eugenia crucicalyx
Eugenia crucicalyx är en myrtenväxtart som beskrevs av Mcvaugh. Eugenia crucicalyx ingår i släktet Eugenia och familjen myrtenväxter.
Artens utbredningsområde är Peru. Inga underarter finns listade i Catalogue of Life.